# Walpersbach
Walpersbach ist eine Gemeinde mit 1230 Einwohnern (Stand 1. Jänner 2025) im Bezirk Wiener Neustadt in Niederösterreich.

## Geografie
Walpersbach liegt im Industrieviertel in Niederösterreich. Die Fläche der Gemeinde umfasst 16,44 Quadratkilometer. 60,67 Prozent der Fläche sind bewaldet.

### Gemeindegliederung
Das Gemeindegebiet umfasst folgende drei Ortschaften (in Klammern Einwohnerzahl Stand 1. Jänner 2025):
- Klingfurth (219)
- Schleinz (167)
- Walpersbach (844)

Die Gemeinde besteht aus den Katastralgemeinden Klingfurth, Schleinz und Walpersbach.

### Nachbargemeinden
|            |                                             | Lanzenkirchen   |
| Bad Erlach | Kompassrose, die auf Nachbargemeinden zeigt |                 |
| Bromberg   |                                             | Hochwolkersdorf |

## Geschichte
Vor Christi Geburt war das Gebiet Teil des keltischen Königreiches Noricum und gehörte zur Umgebung der keltischen Höhensiedlung Burg auf dem Schwarzenbacher Burgberg, welche Hauptort für das gesamte Nord-Ost-Norikum war. Später unter den Römern lag das heutige Walpersbach dann in der Provinz Pannonia.
1367 und 1373 wird Walpersbach in Verbindung mit dem Geschlecht der Häschk, beziehungsweise Heschken von Walpersbach in den schriftlichen Quellen angeführt. Zu diesem Zeitpunkt erbaute Heschk von Walpersbach eine Kapelle, die er 1373 an die Sankt-Georgs-Kirche, eine Pfarre des Stiftes Reichersberg, als Stiftung übergab. Die Nachbarschaft der Veste Pitten gereichte im 15. Jahrhundert Walpersbach zum Nachteil. 1409 brandschatzte Ritter Hans von Laun (Pfandinhaber der Burg Pitten) Walpersbach.

### Bevölkerungsentwicklung
| Walpersbach: Einwohnerzahlen von 1869 bis 2025      | Walpersbach: Einwohnerzahlen von 1869 bis 2025 | Walpersbach: Einwohnerzahlen von 1869 bis 2025 | Walpersbach: Einwohnerzahlen von 1869 bis 2025 | Walpersbach: Einwohnerzahlen von 1869 bis 2025 |
| --------------------------------------------------- | ---------------------------------------------- | ---------------------------------------------- | ---------------------------------------------- | ---------------------------------------------- |
| Jahr                                                |                                                |                                                |                                                | Einwohner                                      |
| 1869                                                | 1869                                           |                                                | 1.109                                          | 1.109                                          |
| 1880                                                | 1880                                           |                                                | 1.090                                          | 1.090                                          |
| 1890                                                | 1890                                           |                                                | 1.110                                          | 1.110                                          |
| 1900                                                | 1900                                           |                                                | 1.094                                          | 1.094                                          |
| 1910                                                | 1910                                           |                                                | 1.063                                          | 1.063                                          |
| 1923                                                | 1923                                           |                                                | 1.002                                          | 1.002                                          |
| 1934                                                | 1934                                           |                                                | 954                                            | 954                                            |
| 1939                                                | 1939                                           |                                                | 891                                            | 891                                            |
| 1951                                                | 1951                                           |                                                | 913                                            | 913                                            |
| 1961                                                | 1961                                           |                                                | 966                                            | 966                                            |
| 1971                                                | 1971                                           |                                                | 1.016                                          | 1.016                                          |
| 1981                                                | 1981                                           |                                                | 945                                            | 945                                            |
| 1991                                                | 1991                                           |                                                | 991                                            | 991                                            |
| 2001                                                | 2001                                           |                                                | 1.050                                          | 1.050                                          |
| 2011                                                | 2011                                           |                                                | 1.079                                          | 1.079                                          |
| 2021                                                | 2021                                           |                                                | 1.160                                          | 1.160                                          |
| 2025                                                | 2025                                           |                                                | 1.230                                          | 1.230                                          |
| Quelle(n): Statistik Austria, Gebietsstand 1.1.2021 |                                                |                                                |                                                |                                                |

### Religion
Nach den Daten der Volkszählung 2001 sind 90,5 % der Einwohner römisch-katholisch und 1,1 % evangelisch. 1,6 % sind Muslime, 0,7 % gehören orthodoxen Kirchen an. 5,7 % der Bevölkerung haben kein religiöses Bekenntnis.

## Kultur und Sehenswürdigkeiten

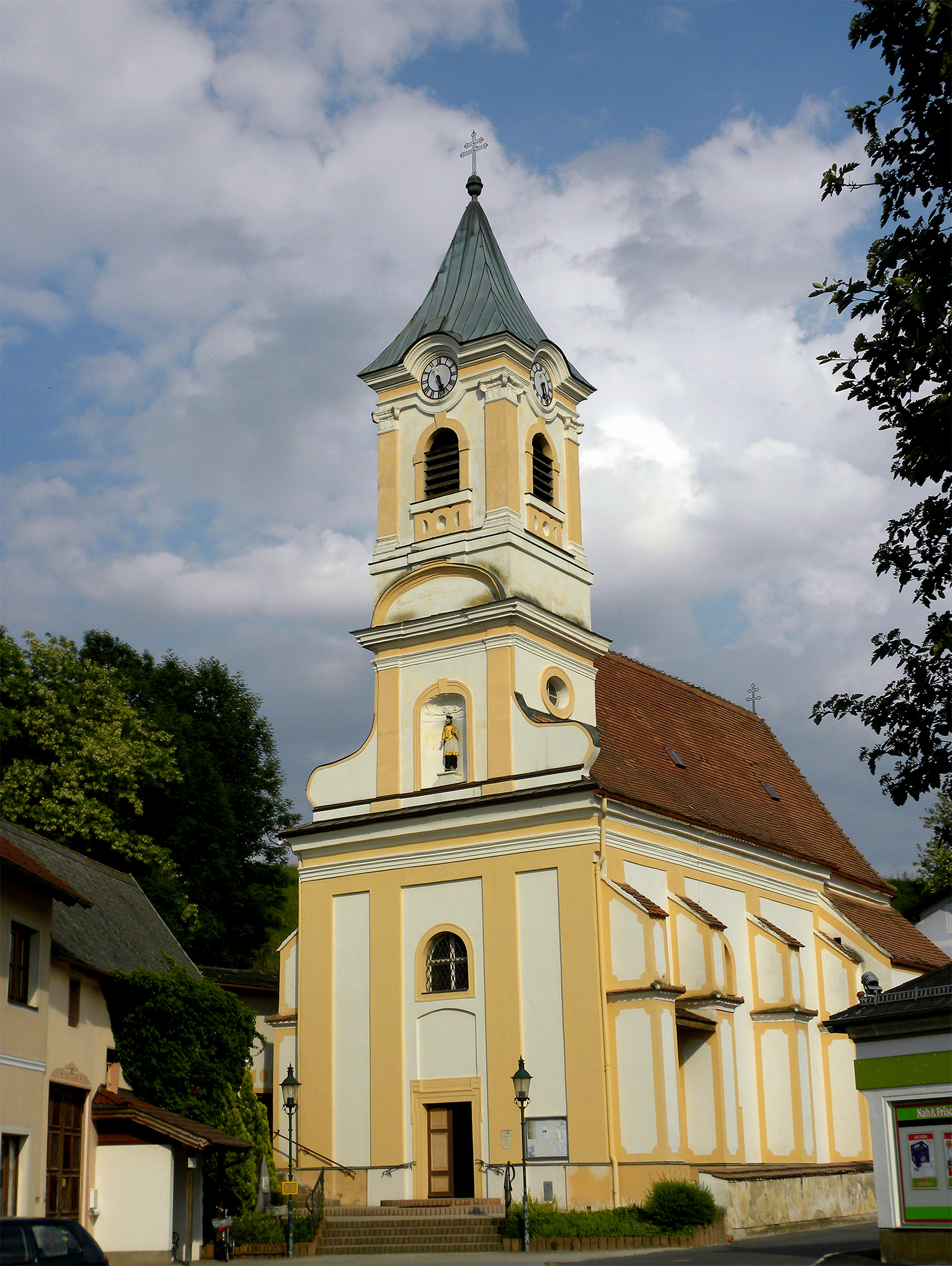
Pfarrkirche Walpersbach

- Burg Lanzenkirchen, im 12. Jahrhundert errichtet, im 16. Jahrhundert verfallen, 1977 wiederaufgefunden
- Schloss Schleinz
- Kapelle Schleinzer-Kreuz
- Katholische Pfarrkirche Walpersbach Mariä Himmelfahrt
- Pfarrhof
- Mariensäule
- Filialkirche Hl. Kreuz in Klingfurth
- Ortskapelle Schleinz

## Wirtschaft und Infrastruktur
Nichtlandwirtschaftliche Arbeitsstätten gab es im Jahr 2001 32, land- und forstwirtschaftliche Betriebe nach der Erhebung 1999 43. Die Zahl der Erwerbstätigen am Wohnort betrug nach der Volkszählung 2001 495. Die Erwerbsquote lag 2001 bei 48,47 Prozent.

### Öffentliche Einrichtungen
In Walpersbach befindet sich eine Volksschule.

## Politik

### Gemeinderat
Der Gemeinderat hat 19 Mitglieder.
- Mit den Gemeinderatswahlen in Niederösterreich 1990 hatte der Gemeinderat folgende Verteilung: 12 ÖVP, und 3 SPÖ.
- Mit den Gemeinderatswahlen in Niederösterreich 1995 hatte der Gemeinderat folgende Verteilung: 12 ÖVP, und 3 SPÖ.[4]
- Mit den Gemeinderatswahlen in Niederösterreich 2000 hatte der Gemeinderat folgende Verteilung: 12 ÖVP, und 3 SPÖ.[5] (15 Mitglieder)
- Mit den Gemeinderatswahlen in Niederösterreich 2005 hatte der Gemeinderat folgende Verteilung: 16 ÖVP, und 3 SPÖ.[6]
- Mit den Gemeinderatswahlen in Niederösterreich 2010 hatte der Gemeinderat folgende Verteilung: 16 ÖVP, und 3 SPÖ.[7]
- Mit den Gemeinderatswahlen in Niederösterreich 2015 hatte der Gemeinderat folgende Verteilung: 17 ÖVP, und 2 SPÖ.[8]
- Mit den Gemeinderatswahlen in Niederösterreich 2020 hatte der Gemeinderat folgende Verteilung: 14 ÖVP und 5 SPÖ.[9]
- Mit den Gemeinderatswahlen in Niederösterreich 2025 hat der Gemeinderat folgende Verteilung: 13 ÖVP, 4 SPÖ und 2 FPÖ.[10]

### Bürgermeister
Bürgermeister seit 1945 waren:
- 1945–1962 Rudolf Herold
- 1962–1970 Johann Woltran
- 1970–1984 Johann Gmeiner
- 1984–1985 Johann Vlasitz
- 1985–2022 Franz Breitsching (ÖVP)
- seit 2022 Peter Lielacher (ÖVP)

### Wappen
Blasonierung: „Ein von einem silbernen Schräglinks-Wellenbalken durchzogener blauer Schild, belegt mit einer schrägrechts-gestellten goldenen Aische.“
Dieses Wappen zeigt in seiner Darstellung das Siegelwappen der Heschk von Walpersbach, die von 1350 bis 1500 Inhaber der Burg Walpersbach waren und die Ortsobrigkeit über das Dorf Walpersbach ausübten. Dieses Familienwappen war ein redendes Wappen, das vom Familiennamen Heschko = Aesko = Aische abgeleitet wurde und einen schwimmenden Fisch zeigt (Stiftarchiv Reichersberg – Urkundensammlung). Zusätzlich wurde dem Schild ein silberner schräglinks Wellenbalken eingeordnet, der die Tallage der Gemeinde zum Ausdruck bringen kann.

## Persönlichkeiten
Söhne und Töchter der Gemeinde
- Carl Rudolf Huber (1839–1896), Maler und Grafiker
- Franz Birbaumer (1871–1931), Politiker der Christlichsozialen Partei
- Otto Conrad (1876–1943), Nationalökonom
- Heinrich Tietze (1880–1964), Mathematiker